# Liste der Baudenkmäler in Poing
Auf dieser Seite sind die Baudenkmäler in der oberbayerischen Gemeinde Poing zusammengestellt. Diese Tabelle ist eine Teilliste der Liste der Baudenkmäler in Bayern. Grundlage ist die Bayerische Denkmalliste, die auf Basis des Bayerischen Denkmalschutzgesetzes vom 1. Oktober 1973 erstmals erstellt wurde und seither durch das Bayerische Landesamt für Denkmalpflege geführt wird. Die folgenden Angaben ersetzen nicht die rechtsverbindliche Auskunft der Denkmalschutzbehörde.
 Die Liste gibt den Fortschreibungsstand vom 12. April 2018 wieder und umfasst zwei Baudenkmäler.

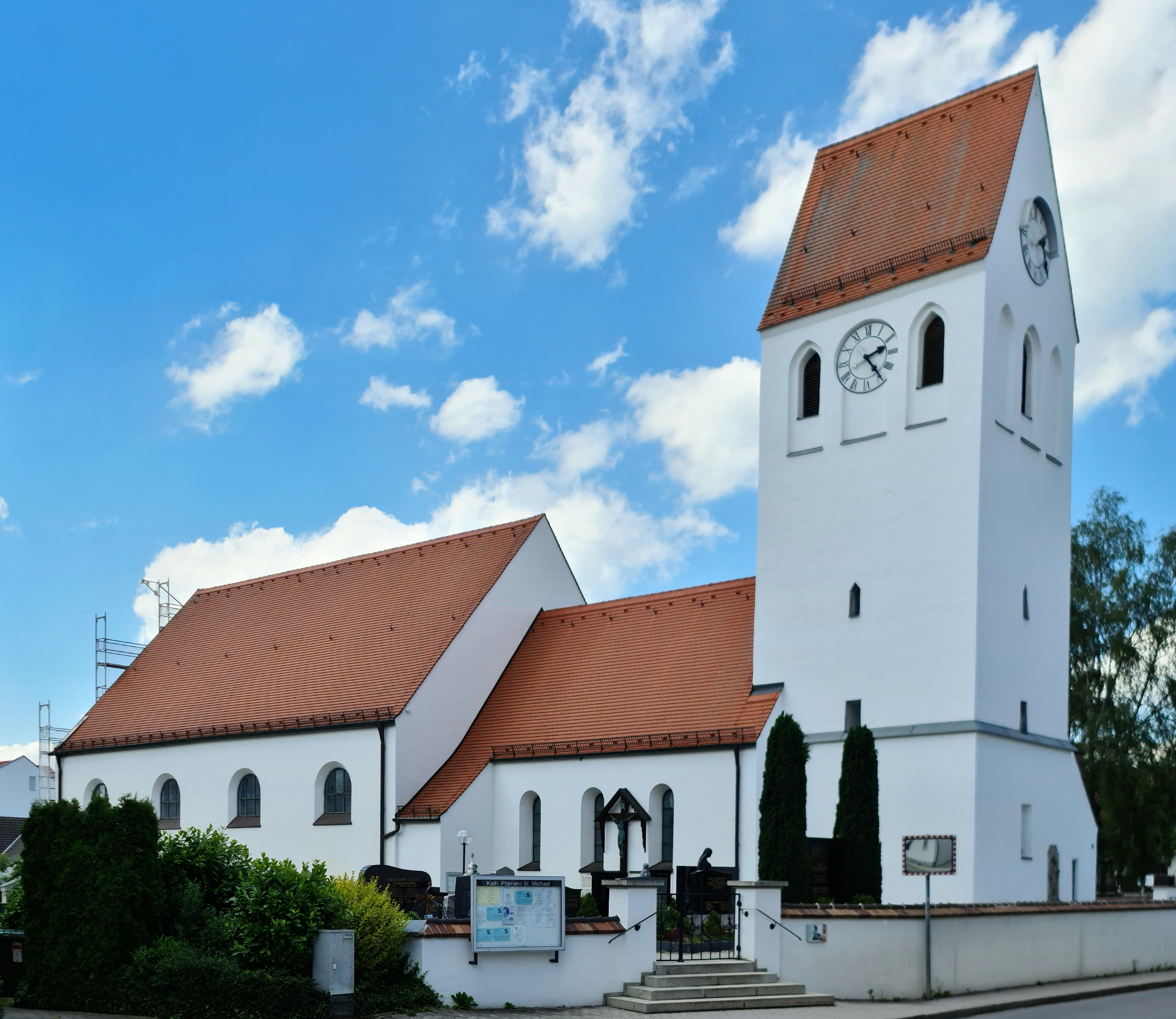
St. Michael in Poing

## Baudenkmäler nach Ortsteilen

### Poing
| Lage                         | Objekt                              | Beschreibung | Akten-Nr.    | Bild           |
| ---------------------------- | ----------------------------------- | --- | ------------ | -------------- |
| Anzinger Straße 2 (Standort) | Katholische Pfarrkirche St. Michael | Ehemalige Chorturmkirche um 1200 mit spätgotischem Oberbau, jetzt Turm und Chor der neuen Saalkirche von Friedrich Haindl, 1954; mit Ausstattung. | D-1-75-135-1 | weitere Bilder |

### Grub
| Lage                                                                 | Objekt                                 | Beschreibung                                                                                            | Akten-Nr.    | Bild           |
| -------------------------------------------------------------------- | -------------------------------------- | --- | ------------ | -------------- |
| Gutshof 4, Kirchheimer Straße 1, Professor-Zorn-Straße 21 (Standort) | Hofkapelle (sogenannte Ulrichskapelle) | Kleiner verputzter Einraum mit dreiseitigem Schluss, Traufgesims und Dachreiter, 1819; mit Ausstattung. | D-1-75-135-3 | weitere Bilder |

## Ehemalige Baudenkmäler
In diesem Abschnitt sind Objekte aufgeführt, die früher einmal in der Denkmalliste eingetragen waren, jetzt aber nicht mehr. Objekte, die in anderem Zusammenhang also z. B. als Teil eines Baudenkmals weiter eingetragen sind, sollen hier nicht aufgeführt werden. Aktennummern in diesem Abschnitt sind ehemalige, jetzt nicht mehr gültige Aktennummern.

| Lage                          | Objekt         | Beschreibung | Akten-Nr.    | Bild |
| ----------------------------- | -------------- | --- | ------------ | ---- |
| Grub Professor-Zorn-Straße () | Getreidekasten | Getreidekasten (aus Oberneuching), zweigeschossig, bezeichnet mit „1581“; jetzt im Bauernhausmuseum des Landkreises Erding aufgestellt | D-1-75-135-2 |      |